# Ma-1040
La Ma-1040 o Carretera de Esporlas es una carretera situada en Mallorca, Islas Baleares. Une la localidad de Esporlas con la ciudad de Palma. 

## Recorrido
La Ma-1040 se inicia en Palma, al final de la Calle General Riera. Recibe el nombre de Calle Joan Mascaró i Fornés (antes llamada Coronel Beorlegui) hasta Establiments, pero antes de llegar a esta población pasa por Es Secar de la Real. Pasado Establiments y poco antes de llegar a Esporlas hay dos enlaces, la Ma-1120, que enlaza con la Carretera de Valdemosa y ésta a su vez con la Carretera de Sóller y la Ma-1041 (Carretera de Puigpuñent).

## Enlaces
- PK 0: Calle General Riera
- PK 1,7: Ma-1041 (Carretera de Puigpuñent)
- PK 8,9: Ma-1120  (Carretera de Esporlas - Carretera de Valdemosa)
- PK 10: Ma-1110 (Esporlas - Ma-10)